# Torre Gandini
Torre Gandini è una casatorre medievale situata nell'omonima frazione del comune italiano di Alta Val Tidone, in provincia di Piacenza.
La costruzione è posta nei pressi del confine con la provincia di Pavia, sulla sinistra orografica del torrente Tidone, non lontano dallo spartiacque tra la val Tidone e la val Versa.

## Storia
La torre faceva probabilmente parte del sistema difensivo piacentino posto sulla sponda sinistra del Tidone in funzione anti-pavese, a controllo del confine verso la val Versa.
Nel XIII secolo fu soggetta al libero comune di Piacenza, mentre dal 1355 fino al 1408 fu di proprietà della famiglia Malvicini Fontana. L'esistenza della torre venne citata, con il nome di Turre Digaldinis, all'interno di un documento del 1442 con il quale il duca di Milano Filippo Maria Visconti concedeva a Niccolò Piccinino l'investitura feudale su diversi territori della val Tidone. Intorno al 1765 la torre entrò a far parte dei possedimenti della famiglia di origine spagnola degli Azara.

## Struttura
La torre, che si presenta in condizioni di stabilità molto precarie dopo essere stata utilizzata come fienile e ricovero per attrezzi agricoli, è un esempio significativo di casa-torre, tipologia architettonica della quale conserva parecchi stilemi tra cui il piano terra che non presenta né porte né finestre, il portale di accesso, del quale rimangono solo alcuni resti, posto al primo piano e la presenza di piccole finestre e feritoie nei piani alti.
La struttura della torre è a base quadrangolare con lati rispettivamente di 10 m e 11 m, mentre i muri perimetrali sono spessi circa 1,5 m. In posizione centrale si trova un pilastro a base scarpata sul quale si trovano gli alloggiamenti delle travi di sostegno del piano intermedio, nonché della copertura.